# Pierre Corbeil
Pour les articles homonymes, voir Corbeil.
Pierre Corbeil, né le 23 juin 1955 à Saint-Hyacinthe, est un chirurgien-dentiste et homme politique québécois.
Il représente la circonscription d'Abitibi-Est à l'Assemblée nationale du Québec de 2003 à 2007 et de 2008 à 2012 sous la bannière du Parti libéral du Québec. Il occupe plusieurs postes de ministre dans le gouvernement de Jean Charest.
Pierre Corbeil est maire de la ville de Val-d'Or de 2013 à 2021.

## Biographie
Pierre Corbeil obtient un doctorat en médecine dentaire à l'Université de Montréal en 1978. Durant les années 1980, il s'implique dans de nombreuses organisations socioéconomiques de Val-d'Or, notamment comme président de la Chambre de commerce de la ville entre 1981 et 1983. Il devient le plus jeune président que cette organisation a connu. Pendant qu'il était dentiste, Pierre Corbeil a fourni des documents aux enquêteurs qui investiguaient sur le meurtre de Sandra Gaudet.  
Il est ensuite conseiller municipal à Val-d’Or de 1988 à 1996 et en 2000 et 2001. 
Aux élections de 2003, il est élu dans la circonscription d'Abitibi-Est pour le Parti libéral du Québec. Après avoir été nommé ministre délégué à la Forêt, à la Faune et aux Parcs d'avril 2003 à février 2005, Jean Charest le promeut, lors de ce remaniement ministériel, au poste de ministre des Ressources naturelles et de la Faune, poste qu'il occupe jusqu'à sa défaite lors des élections de 2007.
Lors de son mandat, il est le ministre responsable de la région de l'Abitibi-Témiscamingue et de la région du Nord-du-Québec.
Il est défait par Alexis Wawanoloath du Parti québécois dans Abitibi-Est le 26 mars 2007, lors d'une lutte très serrée.
En 2008, il est nommé directeur général de l'Aéroport régional de Val-d'Or, poste qu'il occupe quelques mois avant se présenter de nouveau comme candidat aux élections provinciales.
L'année suivante, lors des élections générales québécoises de 2008, il prend sa revanche en battant Wawanoloath par 515 voix. Pendant son mandat, il est ministre responsable des Affaires autochtones du 18 décembre 2008 au 2 février 2011, puis ministre de l'Agriculture, des Pêcheries et de l'Alimentation du 3 février 2011 au 19 septembre 2012.
Il est à nouveau défait lors des élections générales québécoises de 2012 par la péquiste Élizabeth Larouche.
Lors des élections municipales du 3 novembre 2013, Pierre Corbeil est élu maire de Val-d'Or, après le départ de Fernand Trahan. Le même jour, son cousin Claude Corbeil devient maire de la ville de Saint-Hyacinthe, en Montérégie. Il est réélu sans opposition en 2017. Durant son mandat, Val-d'Or est sur la sellette à la suite de dénonciations publiques de femmes autochtones dénonçant des abus qu'elles ont subi de la part de policiers. 

## Distinctions
- Commandeur d'office de l'Ordre national du mérite agricole (2011)